# Bimhuis

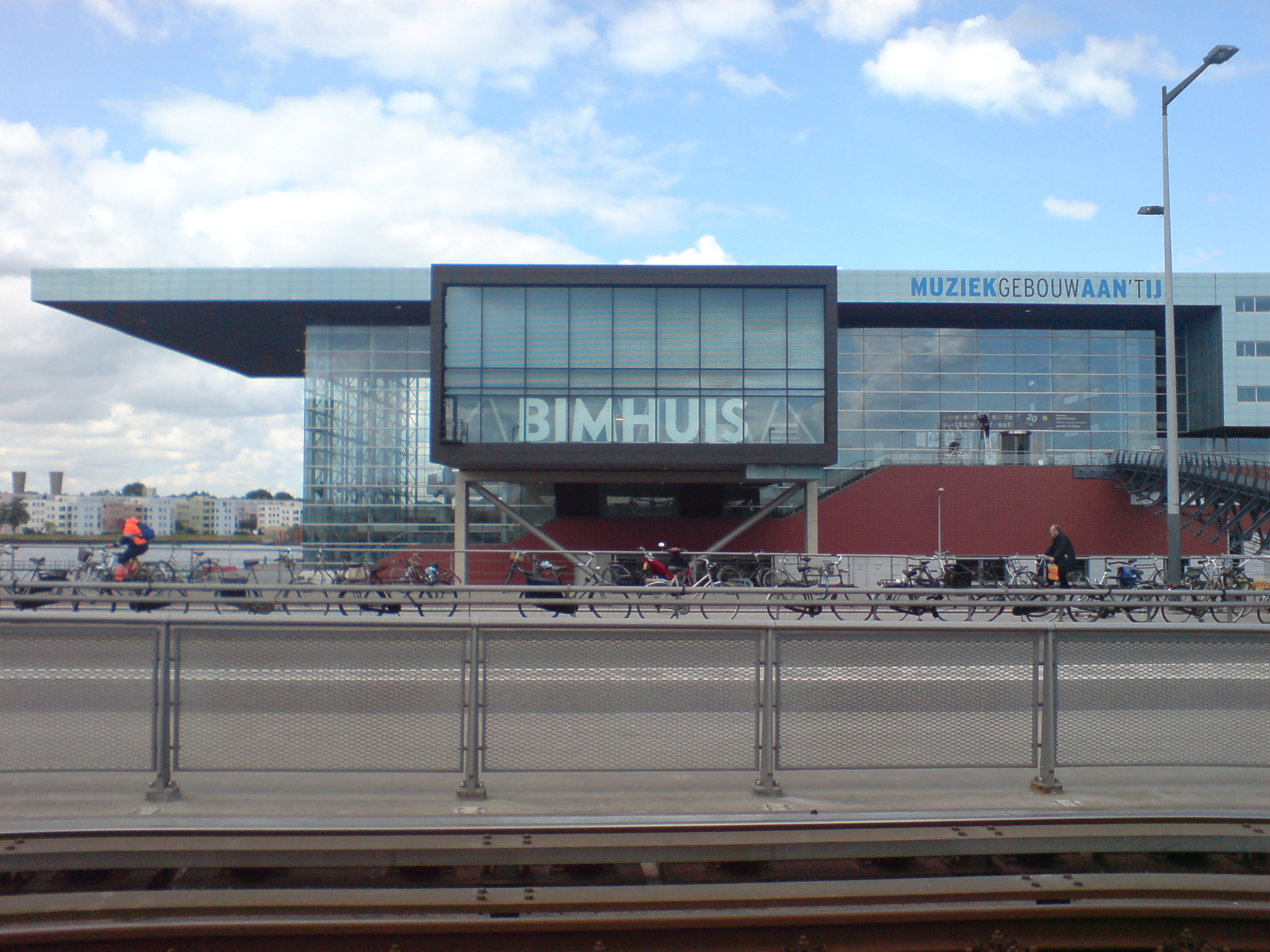
Musikgebäude am IJ mit Bimhuis

Das Bimhuis ist die zentrale Spielstätte für Jazz und improvisierte Musik in Amsterdam mit im Mittel 150–200 Aufführungen im Jahr.
Der Name leitet sich von der Abkürzung des Berufsverbands Improvisierender Musiker (B.I.M.) ab, der die Einrichtung betreibt und 1973 gegründet wurde. Vom Oktober 1974 bis zum Sommer 2004 war das Bimhuis in einem ehemaligen Möbelgeschäft in der Oude Schans 73–74. Seit 2005 ist es Teil des Muziekgebouw aan 't IJ, eines Gebäudekomplexes am Südufer des IJ, dessen Hauptgebäude Aufführungen klassischer Musik dient. Das Bimhuis ist ein auf Pfählen seitlich vom Hauptgebäude abstehender schwarzer Kasten, dessen Glasfassade von innen einen Blick auf die Altstadt ermöglicht. Die Adresse ist Piet Heinkade 3. Angegliedert sind ein Café, das während der Konzerte nur Konzertbesuchern offensteht, und ein Restaurant.
Da das Bimhuis gut geeignet ist, um Konzerte mitzuschneiden, wurden dort zahlreiche Alben aufgenommen, zum Beispiel von Mal Waldron und Steve Lacy, Sean Bergin, Willem van Manen und Anthony Braxton. Auch die niederländische VPRO-Rundfunkgesellschaft nutzt die Situation und überträgt regelmäßig von dort Konzerte.
Die Einrichtung wird vom Kultusministerium (CRM) und von der Stadt Amsterdam unterstützt. 1974 begann die Stiftung Jazz und Improvisierte Musik in den Niederlanden (SJIN) ihre Arbeit im Bimhuis mit einer geringen Förderung von 40.000 Euro. Gefordert hatte die SJIN etwa 550.000 Euro vom CRM.
Das Bimhuis hat einen Beirat, der paritätisch aus Musikern und Musikerinnen (2007: Guus Janssen, Wilbert de Joode und Corrie van Binsbergen) und aus Kulturfunktionären zusammengesetzt ist.